# Kepler-20
Kepler-20 là một ngôi sao cách Trái Đất 929 năm ánh sáng trong chòm sao Thiên Cầm với hệ thống gồm 5 hành tinh được biết đến. Độ lớn biểu kiến của ngôi sao này là 12,51, vì vậy nó không thể nhìn thấy bằng mắt không có mắt. Xem nó đòi hỏi một kính thiên văn với khẩu độ 15 cm (5,9 in) trở lên. Nó nhỏ hơn một chút so với Mặt trời, với 94% bán kính của Mặt trời và khoảng 91% khối lượng của Mặt trời. Nhiệt độ hiệu quả của quang cầu mát hơn một chút so với Mặt trời ở 5466, tạo cho nó màu vàng đặc trưng của một ngôi sao hạng G8. Sự phong phú của các nguyên tố khác ngoài hydro hoặc heli, những gì các nhà thiên văn học gọi là tính kim loại, gần giống như trong Mặt trời. Nó có thể cũ hơn Mặt trời, mặc dù lề lỗi ở đây là tương đối lớn.

## Hệ hành tinh

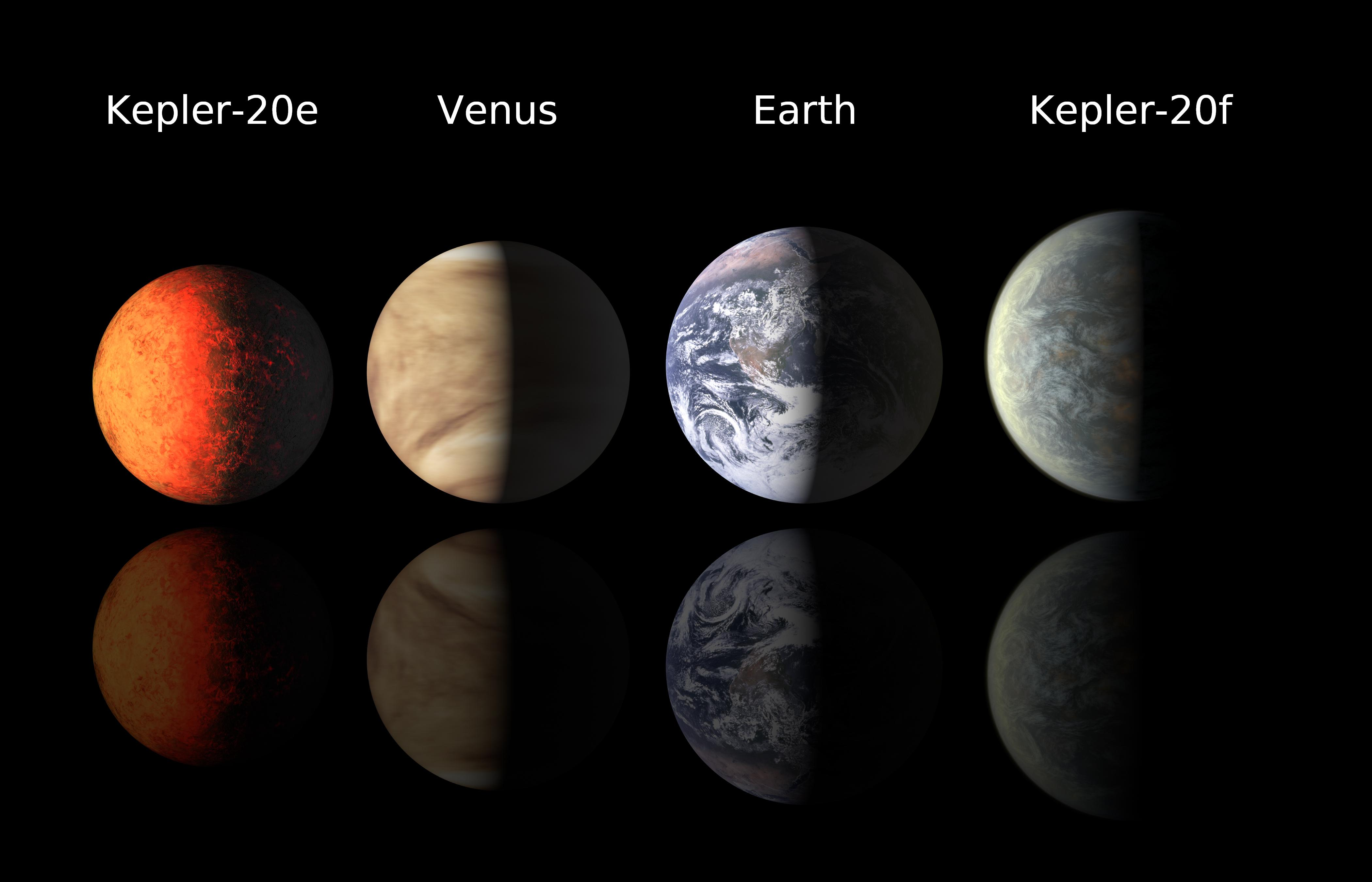
So sánh kích thước của Kepler-20e và Kepler-20f (ấn tượng của nghệ sĩ) với Sao Kim và Trái Đất (ảnh thực tế)

Vào ngày 20 tháng 12 năm 2011, nhóm Kính viễn vọng Không gian Kepler đã báo cáo về việc phát hiện ra một hệ thống năm hành tinh chứa ba người khổng lồ khí nhỏ và hai hành tinh ngoài hệ mặt trời đầu tiên có kích thước Trái Đất, Kepler-20e (hành tinh ngoài hệ mặt trời đầu tiên nhỏ hơn Trái Đất ngôi sao hậu quả)  và Kepler-20f, quay quanh một ngôi sao giống như Mặt trời. Mặc dù các hành tinh có kích thước Trái Đất, nhưng chúng không giống như Trái Đất về mặt chúng gần với ngôi sao của chúng hơn Trái Đất và do đó không ở gần khu vực có thể ở được, với nhiệt độ bề mặt dự kiến là 760 °C (1.400 °F) và 427 °C (801 °F), tương ứng. Ba hành tinh khác có kích cỡ sao Hải Vương trong hệ thống là Kepler-20b, Kepler-20c và Kepler-20d, tất cả đều có quỹ đạo gần giống với ngôi sao. Kepler-20g và là một ngoại hành tinh không chuyển động quay quanh Kepler-20.
Khối lượng của e và f chỉ là khối lượng dự kiến. Khối lượng của chúng vẫn không được chắc chắn vì chúng quá nhỏ để phát hiện thông qua vận tốc hướng tâm với công nghệ hiện tại.
Tất cả các hành tinh đều nhỏ gần cộng hưởng; tiến ra ngoài, chúng là 3: 2, 4: 2, 2: 1, 4: 1. 
| Thiên thể đồng hành (thứ tự từ ngôi sao ra) | Khối lượng       | Bán trục lớn (AU)         | Chu kỳ quỹ đạo (ngày) | Độ lệch tâm | Độ nghiêng | Bán kính |
| ------------------------------------------- | ---------------- | ------------------------- | --------------------- | ----------- | ---------- | -------- |
| b                                           | 97+141 −144 M🜨   | 0.04537 +0.00054 −0.00060 | 36961219              | <0.32       | —          | 1.91 R🜨  |
| e                                           | 0.39–1.67 M🜨     | 00630                     | 6098493               | <0.28       | —          | 0.868 R🜨 |
| c                                           | 16.1 M🜨          | 0.0930± 0.0011            | 10854092              | <0.40       | —          | 3.07 R🜨  |
| f                                           | 0.66–3.04 M🜨     | 0.1370                    | 1957706               | <0.32       | —          | 1.034 R🜨 |
| g                                           | 1996+308 −361 M🜨 | 0.2055                    | 34940                 | ≤ 0.16      | —          | —        |
| d                                           | <20.1 M🜨         | 0.3453 +0.0041 −0.0046    | 7761184               | <0.60       | —          | 2.75 R🜨  |